# Gripenborg
Gripenborg, adelsätt från Stockholm, med gemensamt ursprung från Kurland som ätterna Gripenstedt och Palmencrona.
Skiöldebref för underståthållaren Johan Berger.
Ty hafwe Wij til en nådig belöning däraf, härmed och j krafft af detta Wårt öpne Bref, af K. mackt och myndighet, welat unna, skiänka, och gifwa honom underståthållaren Johan Berger och dess hustru, samt äckta barn och bröstarfwingar, qwin så wäl som mankiöhn både födde och ofödde, adeligit stånd och wärde, samt effterföljande wapn och Skiöldemärke; nemb:n En skiöld fördält j längden utj twänne lijka dehlar, det högra fältet är rödt, hwarutj står en grijp af gull; det wänstra fältet är af gull, och där utj en blå Borg. Öfwerst j skiölden är en chef af silfwer. åfwan på skiölden [ sida ]står en öpen tornerhielm, hwarutur upstiger öfra dehlen, af en gyllene grijp. Krantzen och löfwerket är af gull, sölfwer blådt och rödt, aldeles som detta wapnet med dess rätta färgor, härhoos står afmåhlat. Wij effterlåte honom och dem jämbwäl, til en åtskilnad ifrån andre adel:n släckter j Wårt Rijke, at kalla ooch skrifwa sig Gripenborg, samt ofwanbemelte wapen och skiöldemärcke, at föra och bruka, utj alla adel:e och ridderl:e handlingar och samqwämer, såsom fältslacktningar skiärmytzlor, tårnerande, ringrännande, och alla andra tilfällen, så j skiämt, som alfwar till deras egen wilja och behag, lijka med andra adelsmän, j Wårt Rijke och därtil med niuta och nyttia alla dhe privilegier, frij och rättigheter, som ridderskapet och adelen äro gifne el:r framdeles förlenas kunna [ sida ]Wij begiäre fördenskuld af alle Potentater, Käijsare, Konungar, Förstar Frije republiquer, samt alle andre effter hwars och ens Höghet, och wärde, gunst och wänligen; Så ock biude och befalle alle j gemen, samt hwar och en j synnerhet, som Oss med hörsamhet och lydno förbundne äro, at dhe erkiänna mehrbemälte underståthållare j Stockholm, Johan Gripenborg, samt dess hustru barn och äckta bröstarfwngar för rätt adel, bewisandes honom och dem den heder och ähra, som detta ståndet tilbör, icke giörandes honom, eller dem dehremot något hinder, mehn, el:r förfång j någon måtto, nu el:r j tilkommande tijder.
Till yttermehra wisso hafwe Wij detta med egen hand underskrifwit, och med Wårt stora K. Sigils witter:a underhängande bekräffta låtet etc.
Carolus.